# 에프크시노그라드
에프크시노그라드(불가리아어: Евксиноград)는 19세기 초에 쓰이던 불가리아의 궁전이자 공원이다. 흑해 해안 근처이며 바르나 시에서는 북쪽으로 8 km 떨어져 있다. 현재 대통령 관저로 쓰이고 있다.

## 건물
프랑스의 궁전을 본따서 지은 것으로서 불가리아 전체를 통틀어, 동유럽을 통틀어 가장 정교한 궁전으로 꼽힌다.
에프크시노그라드 궁전은 3층짜리이다. 첫 번째 층은 응접실과 음악실, 식당으로 쓰이는 공간이 있으며 2층은 왕실 일원이 머물던 침소가 자리하고 있다. 세 번째 층은 하인을 비롯해 궁정의 일을 담당하던 사람들이 머물렀다. 가구는 마호가니 나무로 만든 것이 많으며 거대한 샹들리에가 왕관 모양과 부르봉 왕가의 상징처럼 자리하고 있다.
궁전의 지하 저장고는 와인을 전담하며 1891년에 만들어졌다. 불가리아 왕가를 위해서 만들어졌으며 지하 2층 규모이다. 여전히 고품질의 백포도주를 생산하며 12종에 달하는 와인이 생산된다. 7종의 브랜디도 만든다.

## 공원
에프크시노그라드 궁전의 공원은 1890년 짓기 시작하여 수십 년이 지나 완공되었다. 310 종의 아시아산, 남아메리카산, 북아메리카산, 남부 프랑스 산이 있다. 550 데카르 정도의 면적이다. 두 개의 다리가 있고 하나는 시멘트 하나는 금속으로 되어 있다. 주위에 덩굴나무가 드리워져 있다.
백합으로 둘러싸인 작은 호수가 있고 프랑스산 청동 동상이 있다. 50,000그루 이상의 나무가 존재하며 마르세유로부터 들여온 것이 많다. 비옥한 토양을 가구기 위해서 캄치야 강에서 들여왔다.

## 그림 모음

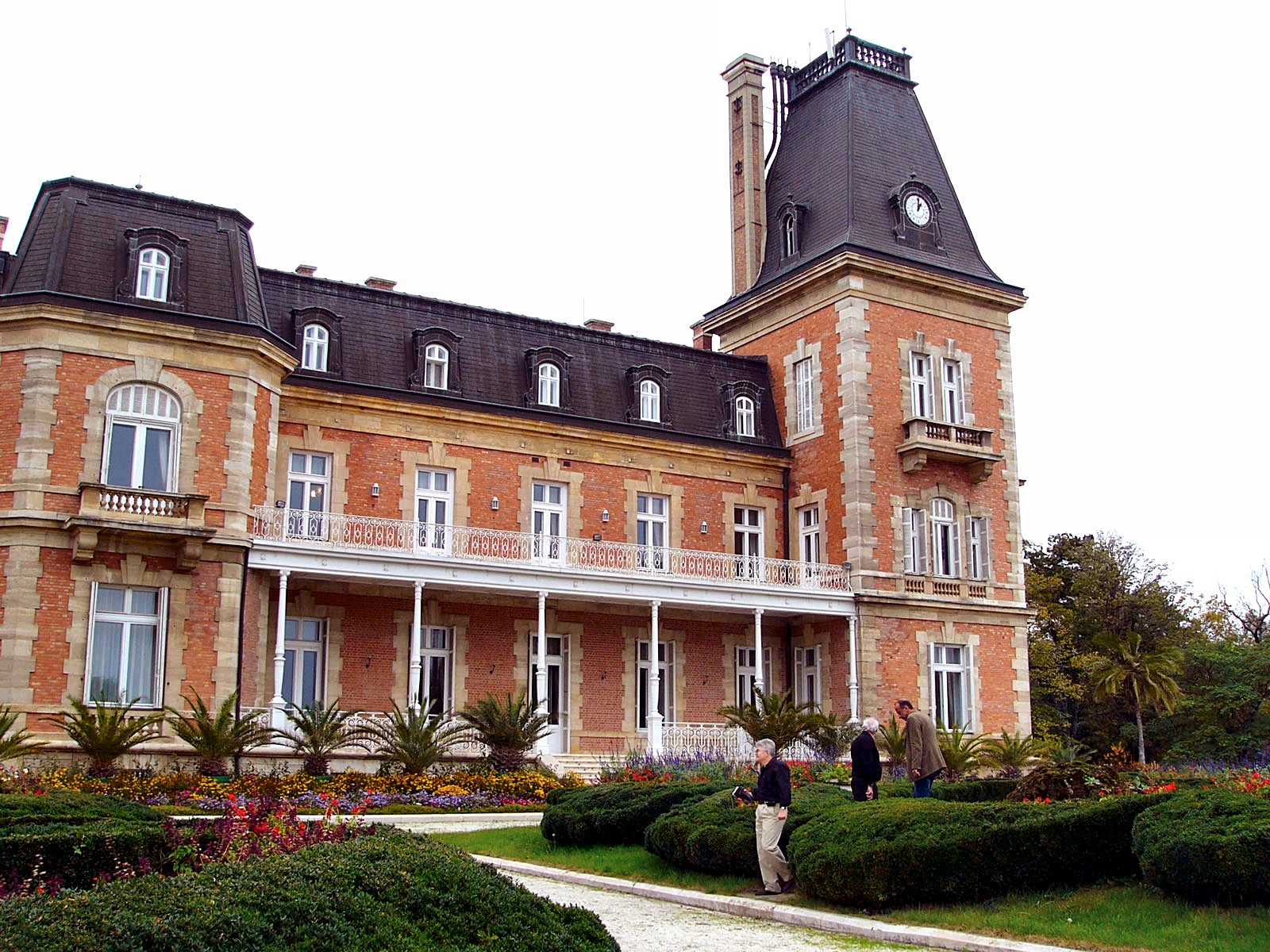
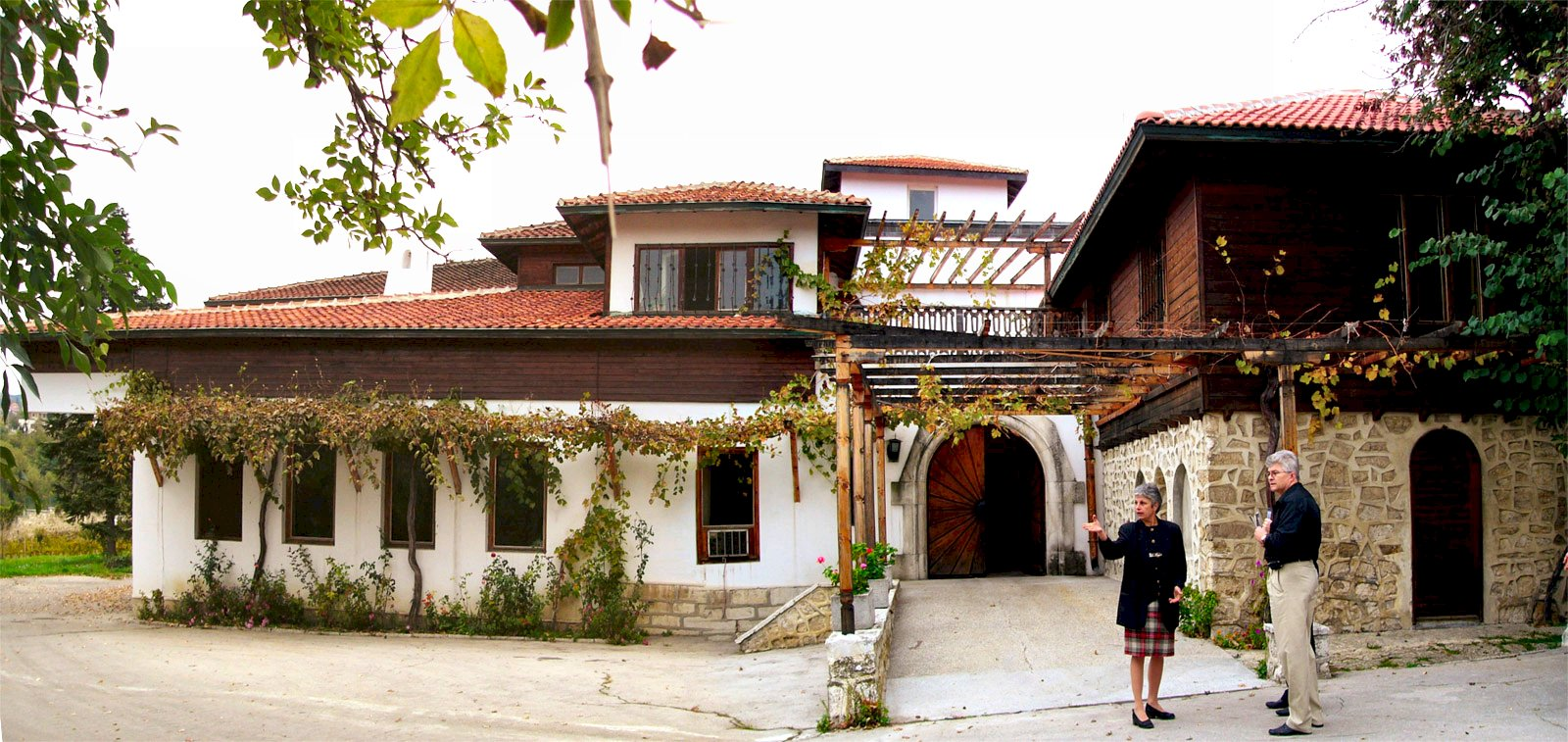
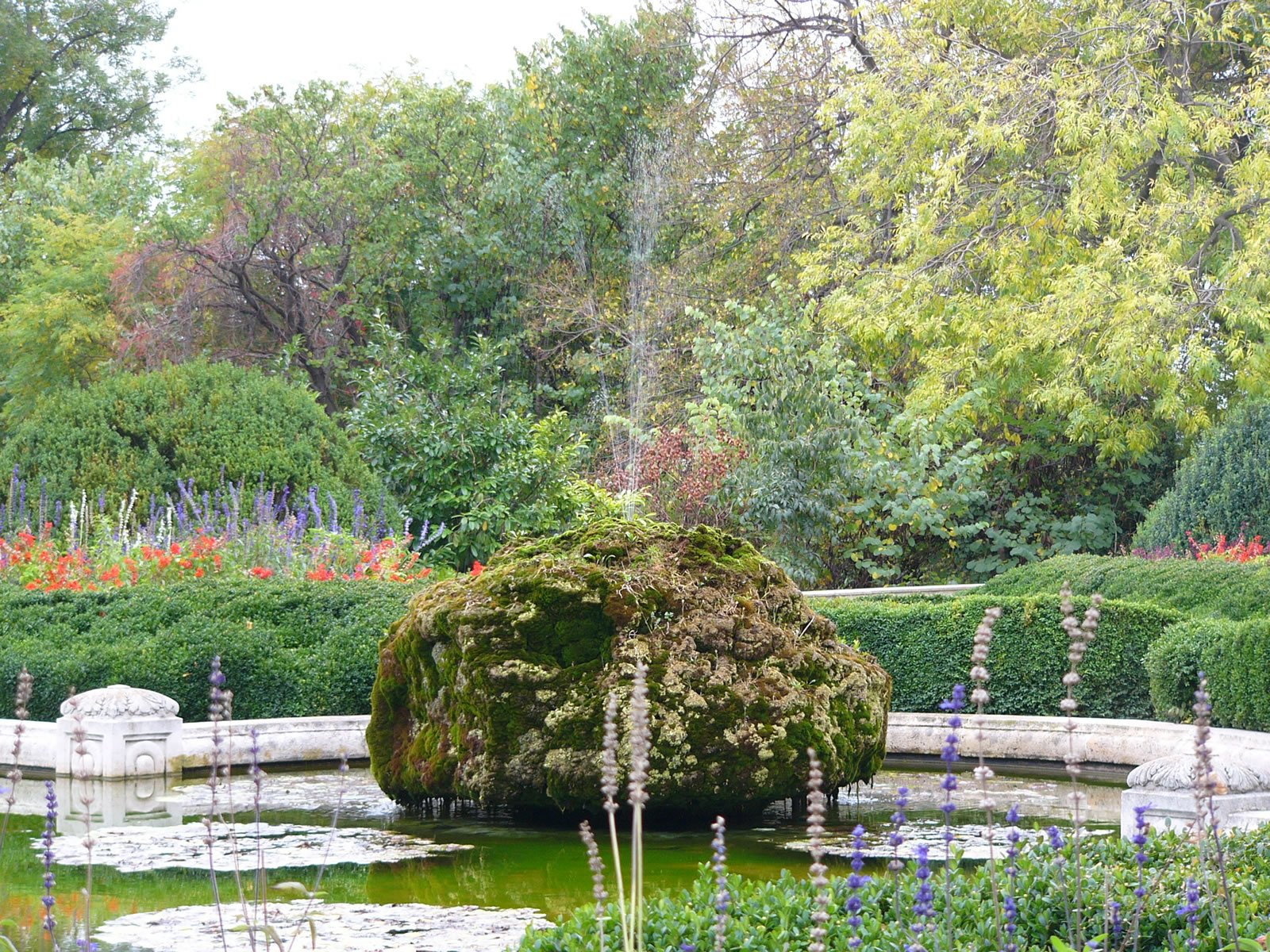
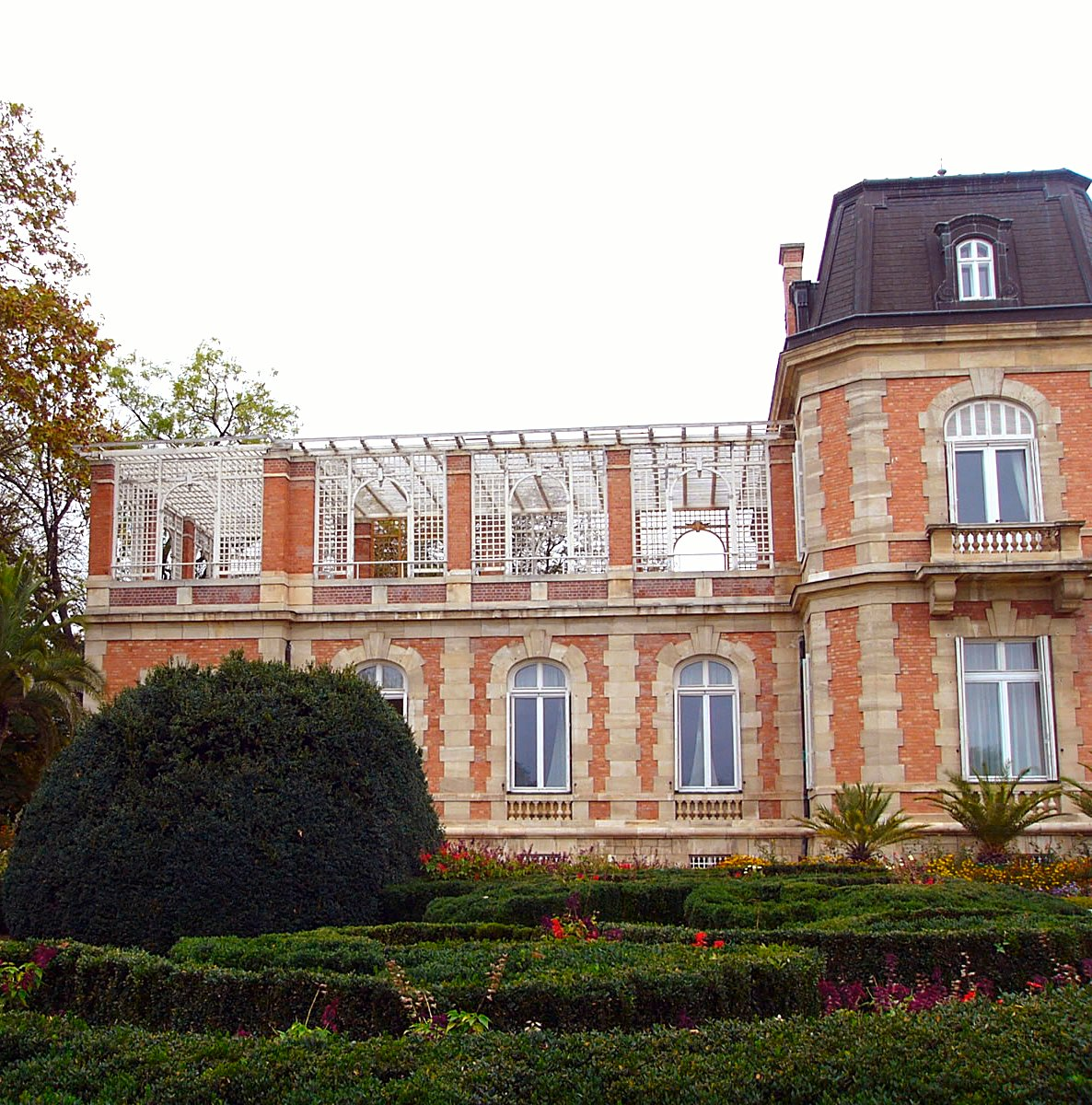
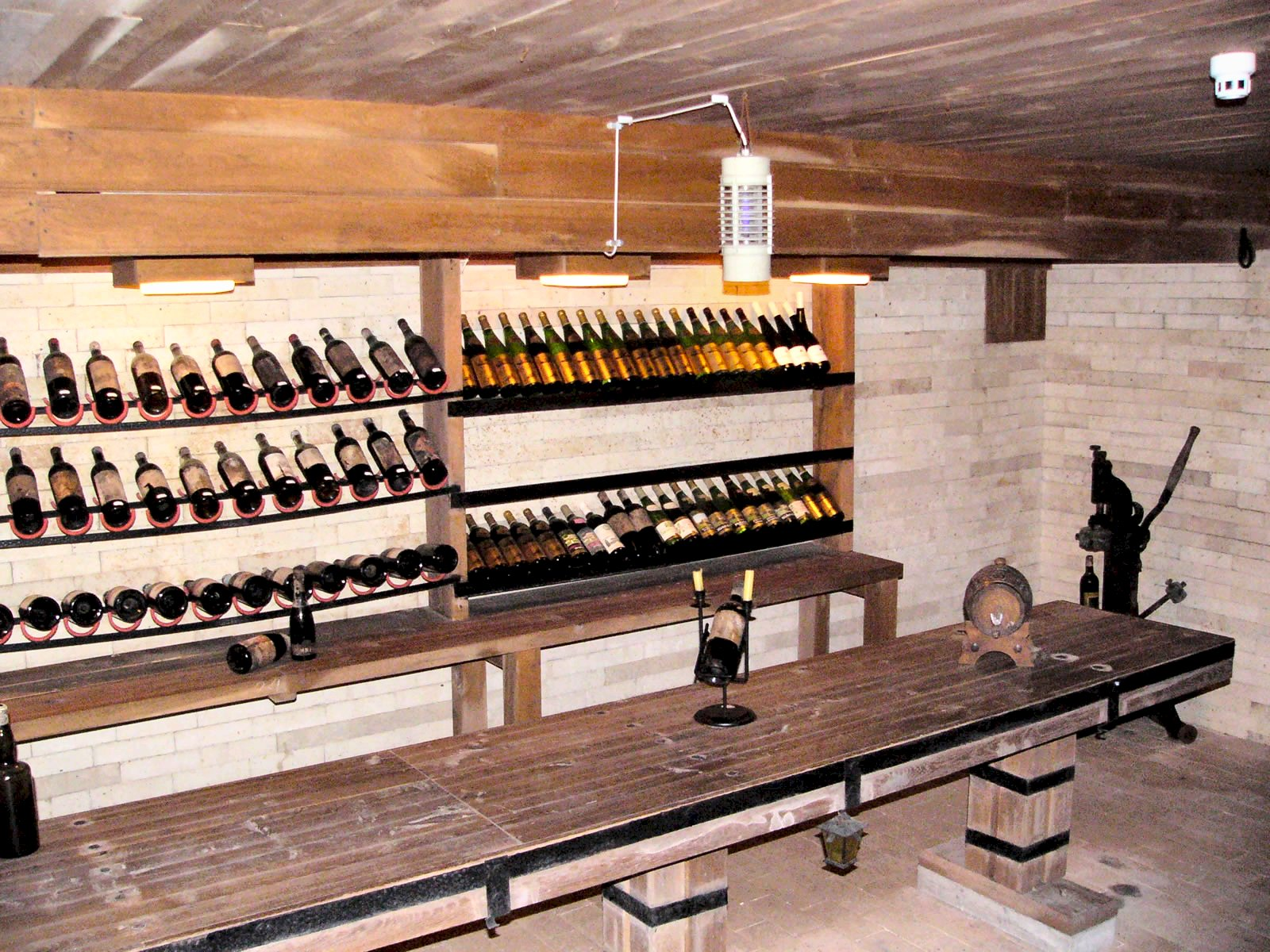